# Nashawena Island
 (décembre 2024).
Si vous disposez d'ouvrages ou d'articles de référence ou si vous connaissez des sites web de qualité traitant du thème abordé ici, merci de compléter l'article en donnant les références utiles à sa vérifiabilité et en les liant à la section « Notes et références ».
L'île Nashawena est la deuxième plus grande des îles Elizabeth du comté de Dukes, dans le Massachusetts, aux États-Unis. Elle se situe entre l'île Cuttyhunk à l'ouest et l'île Pasque à l'est. L'île a une superficie de 7,076 kilomètres carrés et une population permanente officielle de 2 personnes selon le recensement américain en 2000. L'île fait partie de la ville de Gosnold, dans le Massachusetts . Nashawena est un mot Wampanoag signifiant « île du milieu ». Rock Island et Baret Island sont deux petites îles situées au nord de Nashawena.